# マーティン郡 (ケンタッキー州)
マーティン郡（英: Martin County）は、アメリカ合衆国ケンタッキー州の東部に位置する郡である。2010年国勢調査での人口は12,929人であり、2000年の12,578人から2.8%増加した。郡庁所在地はアイネズ（人口717人）であり、同郡で人口最大の都市でもある。郡名はケンタッキー州第6選挙区選出アメリカ合衆国下院議員となり、第29議会に出席したジョン・プレストン・マーティン（在任：1845年-1847年）にちなんで名付けられた。
なお、郡内の全域でアルコール飲料の販売が禁止されている「ドライ郡」（禁酒郡）でもある。

## 地理
アメリカ合衆国国勢調査局に拠れば、郡域全面積は230.81平方マイル (597.8 km2) であり、このうち陸地230.70平方マイル (597.5 km2)、水域は0.11平方マイル (0.28 km2) であり、水域率は0.05%である。郡内南西部にビッグサンディ地域空港があり、公共用途に使われている。

### 隣接する郡
- ローレンス郡 - 北西。
- ウェイン郡 (ウェストバージニア州) - 北東、ビッグサンディ川タグ支流の対岸。
- ミンゴ郡 (ウェストバージニア州) - 南東、タグ支流の対岸。
- パイク郡 - 南。
- フロイド郡 - 南西。
- ジョンソン郡 - 西。

## 人口動態
以下は2000年国勢調査による人口統計データである。
| 基礎データ - 人口：12,578人 - 世帯数：4,776 世帯 - 家族数：3,620 家族 - 人口密度：21人/km2（54人/mi2） - 住居数：5,551軒 - 住居密度：9軒/km2（24軒/mi2） 人種別人口構成 - 白人：99.25% - アフリカン・アメリカン：0.03% - ネイティブ・アメリカン：0.06% - アジア人：0.07% - 太平洋諸島系：0.06% - その他の人種：0.01% - 混血：0.52% - ヒスパニック・ラテン系：0.62% 年齢別人口構成 - 18歳未満：28.1% - 18-24歳：9.5% - 25-44歳：29.3% - 45-64歳：23.3% - 65歳以上：9.7% - 年齢の中央値：34歳 - 性比（女性100人あたり男性の人口） - 総人口：98.0 - 18歳以上：92.1 | 世帯と家族（対世帯数） - 18歳未満の子供がいる：39.2% - 結婚・同居している夫婦：59.5% - 未婚・離婚・死別女性が世帯主：12.5% - 非家族世帯：24.2% - 単身世帯：21.8% - 65歳以上の老人1人暮らし：8.3% - 平均構成人数 - 世帯：2.62人 - 家族：3.05人 収入と家計 - 収入の中央値 - 世帯：18,279米ドル - 家族：21,574米ドル - 性別 - 男性：31,994米ドル - 女性：18,011米ドル - 人口1人あたり収入：10,650米ドル - 貧困線以下 - 対人口：37.0% - 対家族数：33.3% - 18歳未満：45.1% - 65歳以上：26.9% |

## 都市と町
- アイネズ（英語版） - 郡庁所在地。
- ビューティ
- ジョブ
- ラブリー

- ローラ
- ピルグリム
- トマホーク
- ウォーフィールド

## 政府の機関
連邦政府刑務所局のビッグサンディ・アメリカ合衆国刑務所が、郡内アイネズ市に近い未編入領域にある。

## 教育
マーティン郡の公共教育はマーティン郡教育学区が管轄している。以下の学校がある。
- シェルドン・クラーク高校
- アイネズ中学校
- イーデン小学校
- アイネズ小学校
- ウォーフィールド小学校
- ウォーフィールド中学校